# Trućevac
Trućevac (cyr. Трућевац) – wieś w Serbii, w okręgu pomorawskim, w gminie Despotovac. W 2011 roku liczyła 314 mieszkańców.